# Währentrup
Währentrup ist eine Ortschaft im Ortsteil Helpup der Stadt Oerlinghausen im Kreis Lippe in Nordrhein-Westfalen. Bis März 1957 war Währentrup eine eigenständige Gemeinde im damaligen Kreis Lemgo.

## Geographie und Geschichte
Währentrup liegt in einem Längstal des Teutoburger Walds nördlich der Wistinghauser Schlucht und der 326 Meter hohen Hunneckenkammer. Seit der Mitte des 19. Jahrhunderts bestand die Gemeinde Währentrup im lippischen Verwaltungsamt Schötmar, die aus der gleichnamigen Bauerschaft hervorgegangen war. Zu ihr gehörten die Orte Breitegrund, Helpup, Oetenhausen, Osterheide und Währentrup sowie das Gut Wistinghausen. Am 1. April 1957 wurde die Gemeinde Währentrup mit der Gemeinde Mackenbruch und einem Teil der Gemeinde Wellentrup zur neuen Gemeinde Helpup zusammengeschlossen. Helpup wiederum wurde am 1. Januar 1969 in die Stadt Oerlinghausen eingemeindet.

## Einwohnerentwicklung
Volkszählungsergebnisse
| Jahr | Einwohner | Quelle |
| ---- | --------- | ------ |
| 1871 | 764       | [ 2 ]  |
| 1880 | 726       | [ 3 ]  |
| 1895 | 770       | [ 4 ]  |
| 1910 | 826       | [ 1 ]  |
| 1925 | 1015      | [ 5 ]  |

| Jahr | Einwohner | Quelle |
| ---- | --------- | ------ |
| 1933 | 994       | [ 6 ]  |
| 1939 | 994       | [ 7 ]  |
| 1946 | 1392      | [ 8 ]  |
| 1950 | 1502      | [ 9 ]  |
| 1956 | 1393      | [ 10 ] |

## Baudenkmäler

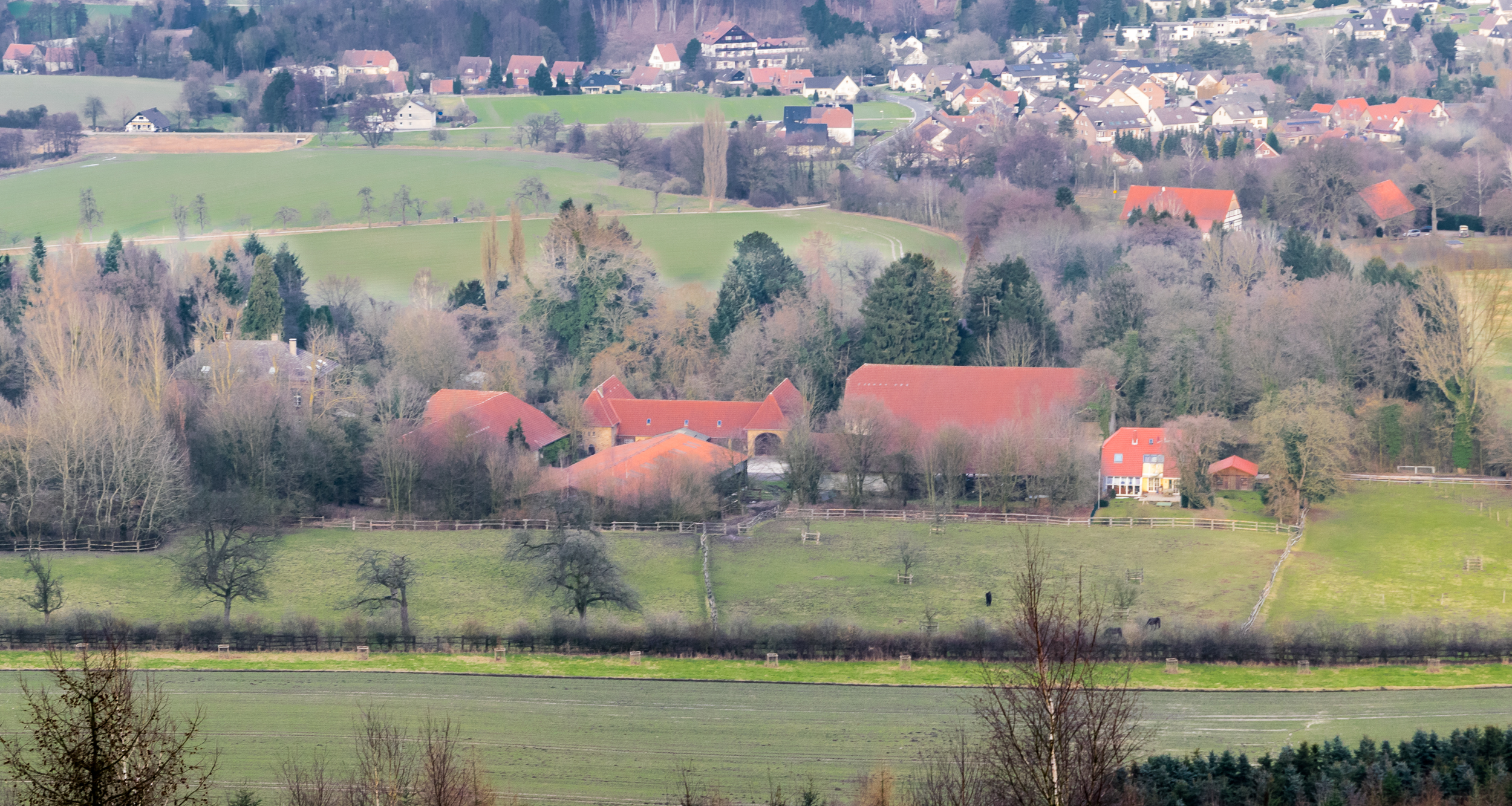
Gut Wistinghausen mit Währentrup im Hintergrund

Baudenkmäler in Währentrup sind das Gut Wistinghausen sowie der Huneken Hof.

## Weblink
- Regional bedeutsamer Kulturlandschaftsbereich K 08.15 Stapelage - Währentrup bei LWL-GeodatenKultur des Landschaftsverbandes Westfalen-Lippe